# Quartet Hagen
El Quartet Hagen és un quartet de corda austríac fundat l'any 1981, compost de tres membres d'una mateixa família de Salzburg — Lukas, Veronika i Clemens Hagen — i del violinista alemany Rainer Schmidt que se'ls va unir l'any 1987, reemplaçant Annette Bik, que havia reemplaçat Angelika Hagen des de 1981. Són guanyadors del premi Accademia Musical Chigiana l'any 1996.